# 시마사키 유
시마사키 유(일본어: 島嵜 佑, 1985년 9월 25일 ~ )는 일본의 전 축구 선수이다.

## 구단 경력
과거 사간 도스에서 활동하였다.